# Дзизинский, Александр Александрович
Алекса́ндр Алекса́ндрович Дзизинский (1 сентября 1936, Фастов — 14 января 2020, Киев) — советский и российский врач-кардиолог, доктор медицинских наук, профессор, член-корреспондент РАМН (1994), заведующий кафедрой терапии и кардиологии, почётный ректор Иркутского государственного института усовершенствования врачей.

## Биография
С отличием окончил Новосибирский медицинский институт в 1961 году, где в дальнейшем проработал 12 лет, пройдя путь от клинического ординатора до заведующего кафедрой факультетской терапии. В 1964 году защитил кандидатскую, а в 1970 году докторскую диссертации. В 1972 году ему присвоено звание профессора.
В 1973—1976 гг. А. А. Дзизинский работал заведующим клиническим центром СО АН СССР, а в 1976—1979 гг. — заместителем директора по науке и зав. отделом атеросклероза Украинского НИИ кардиологии.
С первых дней создания Иркутского государственного института усовершенствования врачей (1979) Александр Александрович заведует кафедрой терапии и кардиологии, а в 1988 г. избран ректором института, которым оставался до 2007 года. Признанием заслуг А. А. Дзизинского в развитии науки и клинической медицины явилось его избрание в 1994 г. членом-корреспондентом Российской академии медицинских наук.
А. А. Дзизинским опубликованы свыше 400 научных работ, в том числе 10 монографий и 2 руководства для врачей, 20 учебных пособий и методических рекомендаций для врачей. Александр Александрович имеет 6 авторских свидетельств и патентов на изобретения. Им создана школа терапевтов и кардиологов. Под его научным руководством подготовлено более 50 докторских и кандидатских диссертаций.
А. А. Дзизинский — член президиума ВСНЦ СО РАМН, член Европейского общества кардиологов, Межведомственного совета и проблемных комиссий «Терапия» и «Кардиология» СО РАМН СО РАМН и Минздрава РФ, член Межведомственного научного совета по сердечно-сосудистым заболеваниям РАМН и Минздрава РФ (№ 08), правления Всероссийского научного общества кардиологов (ВНОК), председатель Координационного совета по последипломному образованию Сибирского федерального округа, председатель Диссертационного совета института, руководитель областной государственной программы «Профилактика и лечение артериальной гипертонии в Иркутской области на 2002—2008 годы», член коллегии Главного управления здравоохранения администрации Иркутской области, член Медицинского совета при губернаторе Иркутской области, председатель правления Ассоциации терапевтов Иркутской области, председатель аттестационной комиссии по терапии Главного управления здравоохранения.

## Награды
Имел почётное звание Заслуженный деятель науки Российской Федерации, лауреат премии губернатора Иркутской области, награждён орденами «Почёта» и «За заслуги перед Отечеством IV ст.», медалями, знаком «Отличник здравоохранения», грамотами Минздрава и губернатора Иркутской области.

## Основные работы
- Избранные лекции по терапии. — Иркутск: Изд-во Иркут.ун-та, 1990. — 416 с.
- Атеросклероз. — Иркутск: Изд-во Иркут. ун-та, 1997. — 280 с.